# أبو الفياض
أبو الفياض هو أحمد بن سعيد بن محمد بن عبد الله بن أبي الفياض المكنى بـ «أبو بكر» ويعرف هذا المؤرخ أيضا بـ «ابن الغشاء»، وأصله من الأندلس، ولد في مدينة إستجة في حدود سنة (375هـ/986م) أو (379هـ/990م). وعاش في مدينة ألمرية الأندلسية، وتوفي سنة (459هـ/1066م). (توفي سنة تسع وخمسين وأربع مائة وقد خانق الثمانين في سنة ذكره ابن مدير…).

## شيوخه
- أبو عمر الطلمنكي
- أبو عمر ابن عفيف
- المهلب بن أبي صفرة
- يوسف بن عمروس

## من مؤلفاته
- ولابن أبي الفياض كتاب في التاريخ أشار اليه المؤرخون بأسماء عديدة، فذكر ابن حزم أن اسمه العبر، في حين أن ابن بشكوال اكتفى بقوله له «تأليف من الخبر والتاريخ» ويذكر ابن الأبار الكتاب باسم العبر، واسماه محمد بن علي بن محمد بن الشباط المصري التوزري بــ «كتاب العبرة» وقد ورد اسم هذا الكتاب في مخطوطات نفح الطيب بثلاثة اشكال، هي: كتاب العبر - وكتاب العيق - وكتاب العين
- له تأليف في الخبر والتاريخ (الصلة في تاريخ أئمة الأندلس، ابن بشكوال، تحقيق إبراهيم الابياري، بيروت، الطبعة الأولى، 1986م).

## وصلات خارجية
- موسوعة أعلام المغرب والأندلس